# 日曜エンターテインメント
『日曜エンターテインメント』（にちようエンターテインメント）は、テレビ朝日系列で2013年4月7日から2017年3月19日まで、毎週日曜の20:58 - 23:10（JST）に放送されていた単発特別番組枠。略称は『日曜エンタ』

## 概要
この枠は以前から淀川長治などの解説で『日曜洋画劇場』として国内外を問わず映画を毎週放送し続けたが、2012年7月度改編以後、映画以外のバラエティやドラマ などの番組を放送するようになり「洋画」は実質上の不定期化となっていた。2013年4月度の改編を行うにあたり、映画以外の特集番組も常に揃えることにし枠名を『日曜エンターテインメント』とすることになった。
なお、当番組で映画を放送する場合は『日曜エンタ・日曜洋画劇場』の二重冠を使用する。『日曜洋画劇場』放送時・『ドラマスペシャル』放送時・一部のバラエティー放送時はいずれも通常編成時は21:00開始に変更のうえ、20:58 - 21:00に『今夜の日曜洋画』あるいは「今夜のドラマスペシャル」あるいは「このあと○○」（○○には当該回で放送するバラエティーの名称が入る。）のような事前枠を別途放送していた。なお、19・20時台のスペシャル番組が21:00まで放送される場合には、本番組は放送するジャンルに関係なく、事前枠無しで21:00開始となることがあった他、特にバラエティーやドキュメンタリー作品などで、18:57からの4時間強となる番組もあった。
また「2夜連続スペシャル」（ドラマ、バラエティーなどで、「土曜プライム」の枠と合わせて週末2日間連続で放送するもの）がある場合は、そのまま「土曜プライム」・「日曜エンタ」の冠を付ける場合のパターンと、その冠を付けない別枠特番扱い（即ち、「土プラ」「日エン」ともに休止扱い）とする番組とに分かれているが、「選挙ステーション（大規模な国政選挙の投開票日に行われる「報道ステーションスペシャル」）」、スポーツ中継（全英オープンゴルフ、フィギュアスケート世界一決定戦・グランプリシリーズ他）がある日は「日曜エンタ」としては必ず休止扱い（=別枠特番）となった。なお、全英オープンはここ数年日曜日の決勝ラウンド開催日は必ずしも21時開始とならないことが多いため、時間調整のために本来20:54まで放送すべき前枠番組を延長する場合もある。
テレビ朝日は「昨今の映画の興行成績が振るわない影響からか、視聴率も取れなくなっている。2012年度に投入した大作の数字がなかなか視聴率が取れていない」ことを、今回の「洋画」の正式な不定期化、並びに新ゾーンの設置の背景を説明すると共に、「上質な映画も放送していきますが、映画以外にプレミアム感のあるエンターテインメントを投入していきたい」と説明している。
なお、2017年4月23日から日曜20:54 - 21:54 に『サンデーステーション』が開始となる および同月16日から日曜21:58 - 23:05に『しくじり先生 俺みたいになるな!!』が月曜20:00 - 20:54から枠移動・拡大する ため、本枠は3月19日をもって終了。4年の歴史に幕を閉じる。なお、本枠の廃止に伴いテレビ朝日は在京キー局の中で唯一ゴールデン・プライムタイムでの定時の単発特別番組枠は一旦消滅したが、2018年4月から『サンデーステーション』の夕方への枠移動に伴い、『日曜プライム』（日曜21:00 - 23:05）が新設され、わずか1年でそれが復活することになる。

## スポンサーの扱い
「洋画」定時放送の末期（2012年10月度以後）と同じく、番組全体を3つ（前半・中盤・後半）のパートに分けてそれぞれに4 - 6社程度で1チームのスポンサーを編成。そのうち60秒の筆頭スポンサーが1 - 2社程度、残りを30秒の一般スポンサー（ご覧のスポンサー）として扱っていた。また筆頭企業に関しては、一部の提供読みにおいて90秒以上と同じように企業キャッチコピーをアナウンスするものもあった（企業により前提供のみ、後提供のみのいずれかであるが、拡大放送である場合は前・後ともフレーズを読み上げる場合もあった）。
なお、「2夜連続スペシャル」などの別枠特番扱いで放送する場合は、通常の「日曜エンタ」の番組協賛スポンサーとは別に、特番スペシャルセールス用スポンサーがつく場合があった。

## 放送した内容
※『日曜洋画劇場』で放送した映画作品は除く。

### 2013年
| 放送日   | タイトル                                                                             | 備考                                                                                                 |
| -------- | ------------------------------------------------------------------------------------ | --- |
| 4月14日  | SMAP☆がんばりますっ!!2013                                                            | 23:49まで延長、生放送 20:53 - 20:54に『今夜のSMAP☆がんばりますっ!!』も別途放送。                     |
| 4月21日  | 痛快!ビッグダディ19                                                                  | 第1部…18:56 - 21:00 第2部…21:00 - 23:10                                                              |
| 5月19日  | 池上彰の学べるニュース2時間スペシャル                                                | 生放送                                                                                               |
| 5月26日  | まろまろ一笑懸命                                                                     | 23:24まで延長                                                                                        |
| 6月23日  | ドラマスペシャル濃姫II〜戦国の女たち                                                 | 21:00開始 20:58 - 21:00に『今夜のドラマスペシャル』も別途放送。                                      |
| 6月30日  | テレビ朝日開局55周年記念 夢対決!とんねるずのスポーツ王は俺だ! 2013夏の決戦スペシャル | 21:00開始、23:54まで延長 20:58 - 21:00に『このあと夢対決!とんねるずのスポーツ王は俺だ!』も別途放送。 |
| 7月7日   | 池上彰の学べるニュース2時間スペシャル                                                | 生放送                                                                                               |
| 7月28日  | 池上彰の学べるニュース2時間スペシャル                                                | 生放送                                                                                               |
| 8月4日   | ドラマスペシャル二十四の瞳                                                           | 21:00開始 20:58 - 21:00に『今夜のドラマスペシャル』も別途放送。                                      |
| 9月1日   | テレビ朝日開局55周年記念5時間特別番組 土屋アンナ&冨永愛vsよゐこ2013無人島0円生活!    | 第1部…18:30 - 19:00 第2部…19:00 - 21:00 第3部…21:00 - 23:24                                          |
| 9月15日  | ドラマスペシャルいねむり先生                                                         | 21:00開始 20:58 - 21:00に『今夜のドラマスペシャル』も別途放送。                                      |
| 9月29日  | ドラマスペシャル特捜最前線2013〜7頭の警察犬〜                                        | 21:00開始 20:57 - 21:00に『今夜のドラマスペシャル』も別途放送。                                      |
| 10月6日  | ドラマスペシャル事件救命医〜IMATの奇跡〜                                             | 21:00開始 20:58 - 21:00に『今夜のドラマスペシャル』も別途放送。                                      |
| 11月10日 | ドラマスペシャル遺留捜査                                                             | 21:00開始 20:58 - 21:00に『今夜のドラマスペシャル』も別途放送。                                      |
| 11月17日 | NGスクール                                                                           | |
| 11月24日 | タカアンドトシ&茂木健一郎のもしものドッキリで脳みそをダマしちゃうぞ!!SP              | |
| 12月29日 | 痛快!ビッグダディ「完結編」さすらい密着2760日!涙と笑いの最終回スペシャル             | 第1部…18:30 - 19:00 第2部…19:00 - 21:00 第3部…21:00 - 翌0:05                                         |

### 2014年
| 放送日   | タイトル                                                                                       | 備考 |
| -------- | ---------------------------------------------------------------------------------------------- | --- |
| 1月12日  | トリック新作スペシャル3                                                                        | 21:00開始 20:58 - 21:00に『今夜のドラマスペシャル』も別途放送。                                                                                                   |
| 1月19日  | テレビ朝日開局55周年記念 松本清張二夜連続ドラマスペシャル 昭和の二大未解決事件 第二夜 黒い福音 | 21:00開始、23:24まで延長 20:58 - 21:00に『今夜のドラマスペシャル』も別途放送。                                                                                    |
| 3月2日   | ドラマスペシャル 家政婦は見た!                                                                 | 21:00開始、23:19まで延長 20:54 - 21:00（一部地域は20:58飛び乗り）に『このあと「家政婦は見た!」』も別途放送。                                                      |
| 3月9日   | SMAP3番組が夢のコラボ!中居正広・草彅剛・香取慎吾 テレ朝SMAPバラエティ部!                       | 23:24まで延長 20:54 - 20:58に『テレ朝SMAPバラエティ部!みどころ』を別途放送（一部地域は非ネット）。                                                                |
| 4月6日   | 中居正広の超一流スポーツ選手20人が自分でスポーツ界のスクープ話しちゃいますSP                   | |
| 5月4日   | ドラマスペシャルSP〜警視庁警護課4                                                              | 21:00開始 20:58 - 21:00に『今夜のドラマスペシャル』も別途放送。                                                                                                   |
| 6月1日   | ビートたけしのいかがなもの会                                                                   | |
| 6月8日   | ドラマスペシャルみをつくし料理帖                                                               | 21:00開始 20:58 - 21:00に『今夜のドラマスペシャル』も別途放送。                                                                                                   |
| 6月15日  | ドラマスペシャル事件救命医2〜IMATの奇跡〜                                                      | 21:00開始 20:58 - 21:00に『今夜のドラマスペシャル』も別途放送。                                                                                                   |
| 7月13日  | 世界がザワついた（秘）映像 ビートたけしの知らないニュース                                      | |
| 8月3日   | とんねるずのスポーツ王は俺だ! 2014真夏の決戦スペシャル                                         | 大型特別番組『1日丸ごと夏祭りSP』（6:00 - 23:49）の一本として放送。 21:00開始、23:49まで延長 20:58 - 21:00に『このあととんねるずのスポーツ王は俺だ!』も別途放送。 |
| 8月10日  | トリハダ特別編 勇気と感動のミステリー!! 我が子を守れSP                                         | |
| 8月24日  | 真夏の2夜連続!無人島0円生活・第2夜                                                             | 20:26 - 20:30に『もうすぐ真夏の2夜連続!無人島0円生活』も別途放送。 第1部…20:30 - 21:00 第2部…21:00 - 23:10                                                        |
| 9月7日   | 世界でお仕事くらべるTV                                                                         | |
| 9月14日  | ゴン中山&ザキヤマのキリトルTV                                                                  | |
| 10月5日  | ドラマスペシャル 警視庁捜査一課9係                                                             | 21:00開始 20:58 - 21:00に『今夜のドラマスペシャル』も別途放送 |
| 10月19日 | ドラマスペシャル 遺留捜査                                                                      | 21:00開始 20:58 - 21:00に『今夜のドラマスペシャル』も別途放送 |
| 11月9日  | 世界がザワついた（秘）映像 ビートたけしの知らないニュース                                      | |
| 11月30日 | ゴン中山&ザキヤマのキリトルTV                                                                  | |
| 12月21日 | ドラマスペシャル 科捜研の女年末スペシャル                                                      | 21:00開始 20:58 - 21:00に『今夜のドラマスペシャル』も別途放送。                                                                                                   |
| 12月28日 | ビートたけしのTVタックル たけし&爆笑問題がメッタ斬り!重大ニュースSP                            | 21:00開始、 24:00まで延長 |

### 2015年
| 放送日   | タイトル                                                                   | 備考 |
| -------- | -------------------------------------------------------------------------- | --- |
| 1月4日   | ドラマスペシャル DOCTORS〜最強の名医〜2015                                 | 21:00開始 20:58 - 21:00に『今夜のドラマスペシャル』も別途放送。                                                      |
| 1月18日  | ドラマスペシャル 科捜研の女 新春スペシャル                                 | 21:00開始 20:58 - 21:00に『今夜のドラマスペシャル』も別途放送。                                                      |
| 2月15日  | しくじり先生 ゴールデン ダメ家族改善スペシャル                             | |
| 2月22日  | ドラマスペシャル クロハ 〜機捜の女性捜査官〜                               | 21:00開始 20:58 - 21:00に『今夜のドラマスペシャル』も別途放送。                                                      |
| 3月8日   | ゴン中山&ザキヤマのキリトルTV                                              | |
| 3月15日  | 世界オモシロCM全部見せます!スペシャル                                      | 当初は2014年11月23日の放送予定（後述）                                                                               |
| 4月5日   | TVタックル特別編 たけし×爆笑問題が最新お騒がせニュースをメッタ斬り!SP      | |
| 4月26日  | 速報!有吉のお笑い大統領選挙!!2015春                                        | 23:24まで延長 |
| 5月10日  | ドラマスペシャル 迷宮捜査                                                  | 21:00開始 20:58 - 21:00に『今夜のドラマスペシャル』も別途放送。                                                      |
| 5月17日  | ドラマスペシャル 遺留捜査                                                  | 21:00開始 20:58 - 21:00に『今夜のドラマスペシャル』も別途放送。                                                      |
| 5月24日  | 世界がザワついた映像 ビートたけしの知らないニュース第5弾                   | 19:58開始 |
| 5月31日  | 中居正広のスポーツ!号外スクープ狙います!                                   | |
| 6月7日   | 三村&有吉特番〜ロンブー淳・坂上忍・ブラマヨ吉田…偉人に比べてオレたちはSP〜 | |
| 6月14日  | ゴン中山&ザキヤマのキリトルTV                                              | |
| 6月21日  | 甦る歌謡曲 決定保存版!昭和40年代&50年代売上ランキングSP                    | |
| 7月5日   | とんねるずのスポーツ王は俺だ!!2015夏の決戦スペシャル                       | 21:00開始、23:49まで延長 20:58 - 21:00に『このあととんねるずのスポーツ王は俺だ!!2015夏の決戦スペシャル』も別途放送。 |
| 8月16日  | 戦後70年ドラマスペシャル 妻と飛んだ特攻兵                                  | 21:00開始、23:24まで延長 20:58 - 21:00に『今夜のドラマスペシャル』も別途放送。                                       |
| 9月6日   | ナイナイの超一流アスリートの作り方 えっ!?そんな事してたんですかSP          | 21:28開始、23:40終了                                                                                                 |
| 9月13日  | ドラマスペシャル 陰陽師                                                    | 21:00開始 20:58 - 21:00に『今夜のドラマスペシャル』も別途放送。                                                      |
| 9月20日  | ドラマスペシャル 所轄魂                                                    | 21:00開始 20:58 - 21:00に『今夜のドラマスペシャル』も別途放送。                                                      |
| 9月27日  | ドラマスペシャル 緊急取調室                                                | 21:00開始 20:58 - 21:00に『今夜のドラマスペシャル』も別途放送。                                                      |
| 10月4日  | ゴン中山&ザキヤマのキリトルTV                                              | |
| 10月11日 | ドラマスペシャル ザ・ドライバー                                            | 21:00開始 20:58 - 21:00に『今夜のドラマスペシャル』も別途放送。                                                      |
| 10月18日 | ドラマ特別企画 ハッピー・リタイアメント                                    | 21:00開始、23:19まで延長 20:58 - 21:00に『今夜のドラマ特別企画』も別途放送。                                         |
| 11月22日 | ゴン中山&ザキヤマのキリトルTV                                              | |
| 12月6日  | 聞きにくい事を聞く                                                         | 21:00開始 |

### 2016年
| 放送日   | タイトル                                                                                              | 備考                                                                                  |
| -------- | --- | ------------------------------------------------------------------------------------- |
| 1月10日  | マグロに賭けた男たち2016〜悲運の親子漁師…極寒の死闘スペシャル〜                                       |                                                                                       |
| 1月17日  | ドラマスペシャル 検事の死命                                                                           | 21:00開始 20:58 - 21:00に『今夜のドラマスペシャル』も別途放送。                       |
| 1月24日  | ドラマスペシャル 黒の斜面                                                                             | 21:00開始 20:58 - 21:00に『今夜のドラマスペシャル』も別途放送。                       |
| 2月7日   | ゴン中山&ザキヤマのキリトルTV                                                                         |                                                                                       |
| 2月14日  | ビートたけしのスポーツ大将2016〜ナインティナインも参戦SP〜                                            | 18:57開始                                                                             |
| 2月21日  | ロンドンハーツ日曜SP 輝く!日本ドッキリスター大賞                                                      | 21:00開始                                                                             |
| 2月28日  | 聞きにくい事を聞く                                                                                    |                                                                                       |
| 3月20日  | ドラマスペシャル 名探偵キャサリン                                                                     | 21:00開始 20:58 - 21:00に『今夜のドラマスペシャル』も別途放送。                       |
| 3月27日  | ドラマスペシャル ストレンジャー 〜バケモノが事件を暴く〜                                              | 21:00開始 20:58 - 21:00に『今夜のドラマスペシャル』も別途放送。                       |
| 4月10日  | 路線バスで寄り道の旅〜徳さん&(秘)美女たち春の箱根・熱海・南伊豆を制覇SP〜                             |                                                                                       |
| 4月17日  | 科捜研の女 春スペシャル                                                                               | 21:00開始 20:58 - 21:00に『今夜のドラマスペシャル』も別途放送。                       |
| 4月24日  | ビートたけしのいかがなもの会                                                                          |                                                                                       |
| 5月1日   | 最近の若いもんは…イン・ザ・ワールド                                                                   |                                                                                       |
| 5月8日   | 世界がザワついた㊙映像 ビートたけしの知らないニュース 第9弾                                           |                                                                                       |
| 5月22日  | 世界瞬撮インパクター                                                                                  |                                                                                       |
| 5月29日  | 日本国民がガチ投票!麺チェーン店総選挙2016                                                             |                                                                                       |
| 6月5日   | 帰ってきたぞ!帰れま10焼き鳥が年間4000万本以上売れる超人気店VSトレンディ&メイプル&横澤今旬芸人が激突SP |                                                                                       |
| 6月12日  | モハメド・アリ緊急追悼番組 蘇る伝説の死闘「猪木VSアリ」                                               | 当初は「ゴン中山&ザキヤマのキリトルTV」が編成されていた。                             |
| 6月19日  | 世界瞬撮インパクター                                                                                  |                                                                                       |
| 6月26日  | とんねるずのスポーツ王は俺だ!!2016夏の決戦スペシャル                                                  | 23:34まで延長                                                                         |
| 7月3日   | ドクターX〜外科医・大門未知子〜 スペシャル                                                            | 21:00開始 20:58 - 21:00に『今夜のドラマスペシャル』も別途放送（これに関しては後述）。 |
| 7月24日  | 世界瞬撮インパクター                                                                                  | 18:57開始                                                                             |
| 7月31日  | ビートたけしのいかがなもの会2016 テレ朝夏祭り!!バラエティ番組集結SP                                   | 第1部前半…18:57 - 20:12 第1部後半…20:22 - 21:00 第2部…21:00 - 23:20                   |
| 9月4日   | 中居正広のスポーツ! 号外スクープ狙います!                                                             |                                                                                       |
| 9月11日  | しくじり先生presents 中田歴史塾                                                                       |                                                                                       |
| 9月18日  | ゴン中山&ザキヤマのキリトルTV                                                                         |                                                                                       |
| 10月2日  | ドラマスペシャル 狙撃                                                                                 | 21:00開始 20:58 - 21:00に『今夜のドラマスペシャル』も別途放送。                       |
| 10月16日 | 帰れま10                                                                                              | 21:00開始                                                                             |
| 10月23日 | テレ朝経済バラエティ!売上を倍にした『黄金の知恵』 日本企業10社全部見せます!                           | 21:15開始 23:25終了                                                                   |
| 11月6日  | あるある議事堂 浮気をしたらシャレにならない芸能人vs週刊誌の記者大激突SP                               |                                                                                       |
| 11月20日 | 徹子×さまぁ〜ずの爆笑芸賓館 イチオシ芸人GP2016                                                        |                                                                                       |
| 11月27日 | 日本国民がガチで投票!お菓子総選挙2016                                                                 |                                                                                       |
| 12月4日  | ロンドンハーツ M-2グランプリ                                                                          | 21:00開始                                                                             |

### 2017年
| 放送日        | タイトル                                                                           | 備考                 |
| ------------- | ---------------------------------------------------------------------------------- | -------------------- |
| 1月8日        | あるある議事堂SP スクープで人生を狂わせられてたまるか!芸能人vs週刊誌の記者         |                      |
| 1月29日       | 陸海空 地球一周するなんて(笑) アマゾンから突入SP                                   |                      |
| 2月5日        | ゴン中山&ザキヤマのキリトルTV                                                      |                      |
| 2月19日       | ワールドデンジャーインタビュー 日本で大ブームだった外国人に今の年収聞いてきました! |                      |
| 3月5日        | 神様に選ばれた試合                                                                 | 22:05開始 翌0:15終了 |
| 3月13日（月） | 現役・OBレスラー200人&ファン1万人がガチで投票!プロレス総選挙                       | 0:13開始 2:25終了    |
| 3月19日       | 追悼特別番組 渡瀬恒彦さんを偲んで タクシードライバーの推理日誌32                   | 最終回               |

### 備考
- 2013年
  - 7月21日は『選挙STATION2013』（参議院議員通常選挙開票速報。19:57 - 翌0:05）放送のため休止。
  - 8月25日は『日曜洋画劇場』を放送したが、『シルシルミシルさんデー』3時間SPのため開始時刻を54分繰り下げ、21:54 - 翌0:04に放送（21:52 - 21:54に『今夜の日曜洋画』も別途放送）。
  - 9月8日は『日曜洋画劇場』を放送したが、『IBAF 18U ベースボールワールドカップ2013決勝・日本×アメリカ』中継（18:56 - 21:54）のため開始時刻を1時間繰り下げ、22:00 - 翌0:19に放送（21:58 - 22:00に『今夜の日曜洋画』も別途放送）。
  - 10月20日は『日曜洋画劇場』を放送したが、『フィギュアスケート・グランプリシリーズ・世界一決定戦2013第1戦アメリカ大会』中継のため、開始時刻を30分繰り下げ、21:30 - 23:49に放送。ただし、『今夜の日曜洋画』は休止。
  - 10月27日はプロ野球日本シリーズ・楽天×巨人第2戦中継（18:30 - 21:58）・『フィギュアスケート・グランプリシリーズ・世界一決定戦2013第2戦カナダ大会』（21:58 - 翌0:10）放送のため休止。
  - 11月3日は『日曜洋画劇場』を放送したが、プロ野球日本シリーズ・楽天×巨人第7戦中継（18:30 - 22:14）のため開始時刻を80分繰り下げ、22:20 - 翌0:30に放送（22:18 - 22:20に『今夜の日曜洋画』も別途放送）。
  - 12月1日は『テレビ朝日開局55周年記念55時間テレビ・ドラマスペシャル・オリンピックの身代金・第2夜』放送（別途20:58 - 21:00「今夜のドラマスペシャル」も放送）のため休止。
- 2014年
  - 1月5日は『日曜洋画劇場』を通常の開始時刻から放送したが、「ANNニュース・あすの空もよう」2分繰り下げのため、『今夜の日曜洋画』は休止。
  - 3月16日は『テレビ朝日開局55周年記念二夜連続ドラマスペシャル宮本武蔵・第2夜』放送（別途20:58 - 21:00に「今夜のドラマスペシャル」も放送）のため休止。
  - 5月18日は『AFC女子アジアカップ2014グループステージ・なでしこジャパン×ヨルダン』放送（21:11 - 23:12、別途20:58 - 21:00に「このあと女子アジアカップ」・21:00 - 21:11に「女子アジアカップ直前情報」も放送）のため休止。
  - 5月25日は『シルシルミシルさんデー特別版 芸能界もしもアワード びっくりぃむ2014』（18:56 - 21:54[注 21]）のため、当初22:00 - 翌0:10に『日曜洋画劇場 バイオハザードIII 〜RESIDENT EVIL : EXTINCTION〜[4]』を放送（21:58 - 22:00に『今夜の日曜洋画』も別途放送）する予定であったが、『AFC女子アジアカップ2014決勝・なでしこジャパン×オーストラリア』放送（22:11 - 翌0:15、別途21:58 - 22:00に「このあと女子アジアカップ決勝」・22:00 - 22:11に「女子アジアカップ2014決勝直前情報」も放映）のため急遽休止。
  - 7月20日は『世界で発見! びっくりテレビ番組表』（18:30 - 21:24）と、『全英オープンゴルフ』最終日中継（21:30 - 翌2:40、別途21:24 - 21:30に全英オープンゴルフ直前情報も放送）のため休止。
  - 7月27日は朝日放送・テレビ朝日共同制作『スペシャルドラマ必殺仕事人2014』放送（別途20:58 - 21:00に『今夜のスペシャルドラマ』も放送）のため休止。
  - 8月31日は『世紀の瞬間&日本の未解決事件スペシャル』（18:56 - 23:10）のため休止。
  - 11月23日は『世界オモシロCM全部見せます!スペシャル』を放送する予定であったが、11月10日に逝去した高倉健の追悼企画として、急遽『日曜洋画劇場・特別企画・あなたへ』を21:00開始に変更の上、放送する（20:58 - 21:00は『今夜の日曜洋画』を別途放送）。なお『世界オモシロCM』は2015年3月15日に放送された。
  - 12月7日は『松本清張2夜連続ドラマスペシャル第2夜・霧の旗』放送（別途20:58 - 21:00に「今夜のドラマスペシャル」も放送）のため休止。
  - 12月14日は『選挙STATION2014』（衆議院議員総選挙開票速報。19:59 - 23:30）放送のため休止[注 22]。
- 2015年
  - 3月22日は『ビートたけしのスポーツ大将2015〜ナインティナインも参戦SP〜』（18:57 - 23:10）のため休止。
  - 3月29日は『世紀の瞬間&日本の未解決事件スペシャル』（18:57 - 23:35）のため休止。
  - 7月12日は『まろまろ一笑懸命 意外と知らない昭和の歌謡史スペシャル』（18:57 - 23:10）のため休止。
  - 7月19日は『日本人の3割しか知らないこと くりぃむしちゅーのハナタカ!優越館3時間SP』（18:57 - 21:56）・『第144回全英オープンゴルフ・第4日』（22:00 - 翌3:15、21:56 - 22:00に直前情報別途あり）のため休止。
  - 8月9日は『ビートたけしのいかがなもの会〜テレ朝夏祭り!!バラエティ番組集結SP〜』（18:57 - 23:10）のため休止。
  - 8月23日は『世紀の瞬間スペシャル』（18:57 - 23:10）のため休止。
  - 8月30日は『日曜洋画劇場』を放送したが、22:49に終了。本番組後続のミニ枠をはさみ、『関ジャム 完全燃SHOW』[注 23] の前倒し拡大（22:52 - 翌0:10）にて穴埋め対応した。
  - 10月25日は『日曜洋画劇場』を放送したが、22:50に終了。本番組後続のミニ枠をはさみ、『関ジャム 完全燃SHOW』[注 23] の前倒し拡大（22:55 - 翌0:10）にて穴埋め対応した。
  - 11月1日は『日曜洋画劇場』を放送したが、『フィギュアグランプリシリーズ2015 カナダ大会 男女フリー』中継（18:57 - 21:09）のため、開始時刻を15分繰り下げ、21:15 - 23:25に放送（21:13 - 21:15に『今夜の日曜洋画』も別途放送）。
  - 11月8日は『日曜洋画劇場』を放送したが、『世界プレミア12 開幕戦  日本× 韓国』中継延長（18:57 - 22:59）のため開始時刻を125分繰り下げ、23:05 - 翌1:15に放送（23:03 - 23:05に『今夜の日曜洋画』も別途放送）。
  - 11月15日は『フィギュアグランプリシリーズ2015 フランス大会 男女フリー』中継（20:58 - 23:10）のため休止予定だったが、パリ同時多発テロ事件の影響により大会自体が中止となったため、急遽総集編に差し替えることとなった。なお、『日曜エンターテインメント』は予定通り休止。
  - 11月29日は朝日放送・テレビ朝日共同制作『スペシャルドラマ 必殺仕事人2015』放送（別途 20:58 - 21:00に『今夜のスペシャルドラマ』も放送）のため休止。
  - 12月13日は『フィギュアスケートグランプリファイナル2015 男女フリー・エキシビション』中継（18:57 - 23:10）のため休止。
  - 12月20日は『トリハダ（秘）スクープ映像100科ジテン』（20:45 - 23:10）のため休止。
  - 12月27日は『ビートたけしのTVタックル 年末スペシャル』（20:54 - 23:24）[注 24] のため休止。
- 2016年
  - 1月3日は『科捜研の女 正月スペシャル』（21:00 - 23:10）のため休止。
  - 3月13日は『松本清張ドラマスペシャル・第二夜 黒い樹海』（21:00 - 23:10、別途20:58 - 21:00に「今夜のドラマスペシャル」も放送）のため休止。
  - 4月3日は『トリハダ（秘）スクープ映像100科ジテン』4時間スペシャル（18:57 - 23:10）のため休止。
  - 5月15日より『日曜洋画劇場』の予告番組『今夜の日曜洋画』（20:58 - 21:00）の本編が1分拡大の上ステブレが廃止され、そのままステブレレスで本編開始（10秒前からはカウントダウン表示）になったのに伴い、7月3日放送の『ドクターX〜外科医・大門未知子〜』SPから、ドラマスペシャルのみ放送される予告番組『今夜のドラマスペシャル』も、本編が1分拡大の上ステブレが廃止・カウントダウン表示・ステブレレス開始に変更された。
  - 7月10日は『選挙STATION2016』（第24回参議院議員通常選挙開票速報。19:57 - 翌0:10）のため休止。
  - 7月17日は『黒柳徹子だけが知っている THEテレビ伝説60年史』（18:57 - 21:56）および『第115回全英オープンゴルフ・最終日』（22:00 - 翌2:40、別途21:56 - 22:00に直前情報も放送）のため休止。
  - 8月7日は『リオデジャネイロオリンピック2016 柔道 男子66kg級 女子52kg級・競泳』中継（20:58 - 翌6:00）のため休止。
  - 8月21日は『日曜洋画劇場』を放送したが、『リオデジャネイロオリンピック2016 新体操 団体・決勝』中継（23:00 - 翌0:45）のため、10分繰り上げ・短縮し、23:00終了。
  - 8月28日は『トリハダ（秘）スクープ映像100科ジテン』4時間スペシャル（18:57 - 23:10）のため休止。
  - 9月25日は朝日放送・テレビ朝日共同制作『スペシャルドラマ 必殺仕事人2016』放送（別途 20:58 - 21:00に『今夜のスペシャルドラマ』も放送）のため休止。
  - 10月30日は『日曜洋画劇場』を放送したが、『フィギュアグランプリシリーズ2016カナダ大会男女フリー』（18:30 - 21:11）を放送するため、開始時刻を15分繰り下げ、15分短縮版で放送（21:15 - 23:10）。なお、この日の『今夜の日曜洋画』は休止となる。
  - 11月13日は『フィギュアグランプリシリーズ2016フランス大会男女フリー』中継（21:00 - 23:10）のため休止。
  - 12月11日は『フィギュアスケートグランプリファイナル2016presented by KOSE 男女フリー・エキシビション』中継（19:58 - 翌0:45）のため休止。
  - 12月18日は『日曜洋画劇場』を放送したが、『いきなり!超過酷伝説。』（18:57 - 21:26）のため、開始時刻を30分繰り下げ、30分短縮版で放送（21:30 - 23:10）。なお、この日の『今夜の日曜洋画』は休止。
  - 12月25日は『ビートたけしのTVタックルたけし&爆笑問題がメッタ斬り!2016をザワつかせた30人』（18:57 - 23:10）[注 25] のため休止。
- 2017年
  - 1月1日は『相棒 season15 元日SP』（21:00 - 23:15）のため休止。
  - 1月22日は『日曜洋画劇場』を放送したが、22:52に終了。本番組後続のミニ枠をはさみ、『関ジャム 完全燃SHOW』の前倒し拡大（22:55 - 翌0:10）にて穴埋め対応した。
  - 2月12日は『日曜洋画劇場』を放送したが、『日曜エンタ・日曜洋画劇場』としては最終回となった。
  - 2月26日は『ビートたけしのスポーツ大将2017〜ナインティナインも参戦SP〜』（18:57 - 23:10）のため休止。
  - 3月19日は最終回を放送したが、当初予定では『ドラマスペシャル「黒薔薇 刑事課強行犯係 神木恭子」』を21:00開始で放送する予定だった（20:58 - 21:00に『今夜のドラマスペシャル』も別途放送予定であった。）が急遽お蔵入りになったので、渡瀬恒彦の死去に伴い、ラインナップ変更とし、追悼特別番組「 渡瀬恒彦さんを偲んで タクシードライバーの推理日誌32」を放送。なお開始前のクロスプログラムでは、予定変更を記したボードと大下容子（テレビ朝日アナウンサー）のコメントのみで構成、「タクシードライバー〜」の映像は流さなかった。なお、放送予定であった『ドラマスペシャル「黒薔薇〜刑事課強行犯係 神木恭子」』は蔵出し放送として同年12月16日（土曜日）22:00 - 翌0:08に放送した（21:58 - 22:00に『今夜のドラマスペシャル』も別途放送）。

## ネット局
| 放送対象地域   | 放送局           | 系列           | 放送期間                     | 放送時間 | 備考               |
| -------------- | ---------------- | -------------- | ---------------------------- | --- | ------------------ |
| 関東広域圏     | テレビ朝日       | テレビ朝日系列 | 2013年4月7日 - 2017年3月19日 | 日曜 20:58 - 23:10 『日曜エンタ・日曜洋画劇場』と 一部の「ドラマスペシャル」として放送する場合は 日曜 21:00 - 23:10 ※その場合は20:58 - 21:00に 「今夜の日曜洋画orドラマSP」を別に放送 | 制作局             |
| 北海道         | 北海道テレビ     | テレビ朝日系列 | 2013年4月7日 - 2017年3月19日 | 日曜 20:58 - 23:10 『日曜エンタ・日曜洋画劇場』と 一部の「ドラマスペシャル」として放送する場合は 日曜 21:00 - 23:10 ※その場合は20:58 - 21:00に 「今夜の日曜洋画orドラマSP」を別に放送 |                    |
| 青森県         | 青森朝日放送     | テレビ朝日系列 | 2013年4月7日 - 2017年3月19日 | 日曜 20:58 - 23:10 『日曜エンタ・日曜洋画劇場』と 一部の「ドラマスペシャル」として放送する場合は 日曜 21:00 - 23:10 ※その場合は20:58 - 21:00に 「今夜の日曜洋画orドラマSP」を別に放送 |                    |
| 岩手県         | 岩手朝日テレビ   | テレビ朝日系列 | 2013年4月7日 - 2017年3月19日 | 日曜 20:58 - 23:10 『日曜エンタ・日曜洋画劇場』と 一部の「ドラマスペシャル」として放送する場合は 日曜 21:00 - 23:10 ※その場合は20:58 - 21:00に 「今夜の日曜洋画orドラマSP」を別に放送 |                    |
| 宮城県         | 東日本放送       | テレビ朝日系列 | 2013年4月7日 - 2017年3月19日 | 日曜 20:58 - 23:10 『日曜エンタ・日曜洋画劇場』と 一部の「ドラマスペシャル」として放送する場合は 日曜 21:00 - 23:10 ※その場合は20:58 - 21:00に 「今夜の日曜洋画orドラマSP」を別に放送 |                    |
| 秋田県         | 秋田朝日放送     | テレビ朝日系列 | 2013年4月7日 - 2017年3月19日 | 日曜 20:58 - 23:10 『日曜エンタ・日曜洋画劇場』と 一部の「ドラマスペシャル」として放送する場合は 日曜 21:00 - 23:10 ※その場合は20:58 - 21:00に 「今夜の日曜洋画orドラマSP」を別に放送 |                    |
| 山形県         | 山形テレビ       | テレビ朝日系列 | 2013年4月7日 - 2017年3月19日 | 日曜 20:58 - 23:10 『日曜エンタ・日曜洋画劇場』と 一部の「ドラマスペシャル」として放送する場合は 日曜 21:00 - 23:10 ※その場合は20:58 - 21:00に 「今夜の日曜洋画orドラマSP」を別に放送 |                    |
| 福島県         | 福島放送         | テレビ朝日系列 | 2013年4月7日 - 2017年3月19日 | 日曜 20:58 - 23:10 『日曜エンタ・日曜洋画劇場』と 一部の「ドラマスペシャル」として放送する場合は 日曜 21:00 - 23:10 ※その場合は20:58 - 21:00に 「今夜の日曜洋画orドラマSP」を別に放送 |                    |
| 新潟県         | 新潟テレビ21     | テレビ朝日系列 | 2013年4月7日 - 2017年3月19日 | 日曜 20:58 - 23:10 『日曜エンタ・日曜洋画劇場』と 一部の「ドラマスペシャル」として放送する場合は 日曜 21:00 - 23:10 ※その場合は20:58 - 21:00に 「今夜の日曜洋画orドラマSP」を別に放送 |                    |
| 長野県         | 長野朝日放送     | テレビ朝日系列 | 2013年4月7日 - 2017年3月19日 | 日曜 20:58 - 23:10 『日曜エンタ・日曜洋画劇場』と 一部の「ドラマスペシャル」として放送する場合は 日曜 21:00 - 23:10 ※その場合は20:58 - 21:00に 「今夜の日曜洋画orドラマSP」を別に放送 |                    |
| 静岡県         | 静岡朝日テレビ   | テレビ朝日系列 | 2013年4月7日 - 2017年3月19日 | 日曜 20:58 - 23:10 『日曜エンタ・日曜洋画劇場』と 一部の「ドラマスペシャル」として放送する場合は 日曜 21:00 - 23:10 ※その場合は20:58 - 21:00に 「今夜の日曜洋画orドラマSP」を別に放送 |                    |
| 石川県         | 北陸朝日放送     | テレビ朝日系列 | 2013年4月7日 - 2017年3月19日 | 日曜 20:58 - 23:10 『日曜エンタ・日曜洋画劇場』と 一部の「ドラマスペシャル」として放送する場合は 日曜 21:00 - 23:10 ※その場合は20:58 - 21:00に 「今夜の日曜洋画orドラマSP」を別に放送 |                    |
| 中京広域圏     | 名古屋テレビ     | テレビ朝日系列 | 2013年4月7日 - 2017年3月19日 | 日曜 20:58 - 23:10 『日曜エンタ・日曜洋画劇場』と 一部の「ドラマスペシャル」として放送する場合は 日曜 21:00 - 23:10 ※その場合は20:58 - 21:00に 「今夜の日曜洋画orドラマSP」を別に放送 |                    |
| 近畿広域圏     | 朝日放送         | テレビ朝日系列 | 2013年4月7日 - 2017年3月19日 | 日曜 20:58 - 23:10 『日曜エンタ・日曜洋画劇場』と 一部の「ドラマスペシャル」として放送する場合は 日曜 21:00 - 23:10 ※その場合は20:58 - 21:00に 「今夜の日曜洋画orドラマSP」を別に放送 | 現：朝日放送テレビ |
| 広島県         | 広島ホームテレビ | テレビ朝日系列 | 2013年4月7日 - 2017年3月19日 | 日曜 20:58 - 23:10 『日曜エンタ・日曜洋画劇場』と 一部の「ドラマスペシャル」として放送する場合は 日曜 21:00 - 23:10 ※その場合は20:58 - 21:00に 「今夜の日曜洋画orドラマSP」を別に放送 |                    |
| 山口県         | 山口朝日放送     | テレビ朝日系列 | 2013年4月7日 - 2017年3月19日 | 日曜 20:58 - 23:10 『日曜エンタ・日曜洋画劇場』と 一部の「ドラマスペシャル」として放送する場合は 日曜 21:00 - 23:10 ※その場合は20:58 - 21:00に 「今夜の日曜洋画orドラマSP」を別に放送 |                    |
| 香川県・岡山県 | 瀬戸内海放送     | テレビ朝日系列 | 2013年4月7日 - 2017年3月19日 | 日曜 20:58 - 23:10 『日曜エンタ・日曜洋画劇場』と 一部の「ドラマスペシャル」として放送する場合は 日曜 21:00 - 23:10 ※その場合は20:58 - 21:00に 「今夜の日曜洋画orドラマSP」を別に放送 |                    |
| 愛媛県         | 愛媛朝日テレビ   | テレビ朝日系列 | 2013年4月7日 - 2017年3月19日 | 日曜 20:58 - 23:10 『日曜エンタ・日曜洋画劇場』と 一部の「ドラマスペシャル」として放送する場合は 日曜 21:00 - 23:10 ※その場合は20:58 - 21:00に 「今夜の日曜洋画orドラマSP」を別に放送 |                    |
| 福岡県         | 九州朝日放送     | テレビ朝日系列 | 2013年4月7日 - 2017年3月19日 | 日曜 20:58 - 23:10 『日曜エンタ・日曜洋画劇場』と 一部の「ドラマスペシャル」として放送する場合は 日曜 21:00 - 23:10 ※その場合は20:58 - 21:00に 「今夜の日曜洋画orドラマSP」を別に放送 |                    |
| 長崎県         | 長崎文化放送     | テレビ朝日系列 | 2013年4月7日 - 2017年3月19日 | 日曜 20:58 - 23:10 『日曜エンタ・日曜洋画劇場』と 一部の「ドラマスペシャル」として放送する場合は 日曜 21:00 - 23:10 ※その場合は20:58 - 21:00に 「今夜の日曜洋画orドラマSP」を別に放送 |                    |
| 熊本県         | 熊本朝日放送     | テレビ朝日系列 | 2013年4月7日 - 2017年3月19日 | 日曜 20:58 - 23:10 『日曜エンタ・日曜洋画劇場』と 一部の「ドラマスペシャル」として放送する場合は 日曜 21:00 - 23:10 ※その場合は20:58 - 21:00に 「今夜の日曜洋画orドラマSP」を別に放送 |                    |
| 大分県         | 大分朝日放送     | テレビ朝日系列 | 2013年4月7日 - 2017年3月19日 | 日曜 20:58 - 23:10 『日曜エンタ・日曜洋画劇場』と 一部の「ドラマスペシャル」として放送する場合は 日曜 21:00 - 23:10 ※その場合は20:58 - 21:00に 「今夜の日曜洋画orドラマSP」を別に放送 |                    |
| 鹿児島県       | 鹿児島放送       | テレビ朝日系列 | 2013年4月7日 - 2017年3月19日 | 日曜 20:58 - 23:10 『日曜エンタ・日曜洋画劇場』と 一部の「ドラマスペシャル」として放送する場合は 日曜 21:00 - 23:10 ※その場合は20:58 - 21:00に 「今夜の日曜洋画orドラマSP」を別に放送 |                    |
| 沖縄県         | 琉球朝日放送     | テレビ朝日系列 | 2013年4月7日 - 2017年3月19日 | 日曜 20:58 - 23:10 『日曜エンタ・日曜洋画劇場』と 一部の「ドラマスペシャル」として放送する場合は 日曜 21:00 - 23:10 ※その場合は20:58 - 21:00に 「今夜の日曜洋画orドラマSP」を別に放送 |                    |